# Дама (село)
Вижте пояснителната страница за други значения на Дама.
Дама (на арабски: داما) е село в югозападната част на Сирия, разположено в мухафаза Ас-Суейда. То се намира в биосферния резерват Ладжат, на 29 км северозападно от град Ас-Суейда. По данни на централното бюро по статистика населението му към 2004 година е 1799 души.